# Estoloides parva
Estoloides parva är en skalbaggsart som beskrevs av Stephan von Breuning 1940. Estoloides parva ingår i släktet Estoloides och familjen långhorningar.
Artens utbredningsområde är:
- Costa Rica.
- Panama.

Inga underarter finns listade i Catalogue of Life.